# Puente de mando

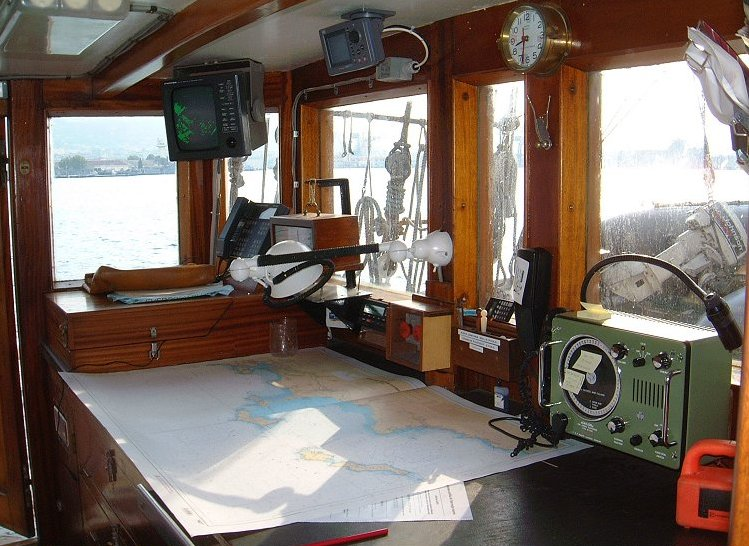
Puente de la nave L'Etoile.

En náutica, el puente de mando es el lugar del barco desde donde se gobierna la nave y desde el cual puede comunicar el oficial de guardia sus órdenes a los diferentes puntos del buque.

## Etimología
El nombre proviene de los primeros barcos a vapor, que contaban con un puente de madera entre las ruedas de las paletas de impulso.

## Descripción
Es un área o espacio en donde se encuentran los controles de navegación, de dirección y demás equipo esencial para la misma.
El puente es especialmente útil cuando el barco se mueve hacia un pantalán, ya que generalmente se encuentra hacia afuera de la superestructura, lo suficientemente lejos para que pueda verse el costado del barco. Esto permite que el capitán u oficial del barco que dirija la maniobra pueda apreciarla visualmente en su totalidad.
Cuando un barco está navegando, en el puente de mando permanecen de forma permanente el capitán del barco o un oficial, quien estará a cargo de mantener el orden del mismo y el control de la navegación.

## Galería de fotos

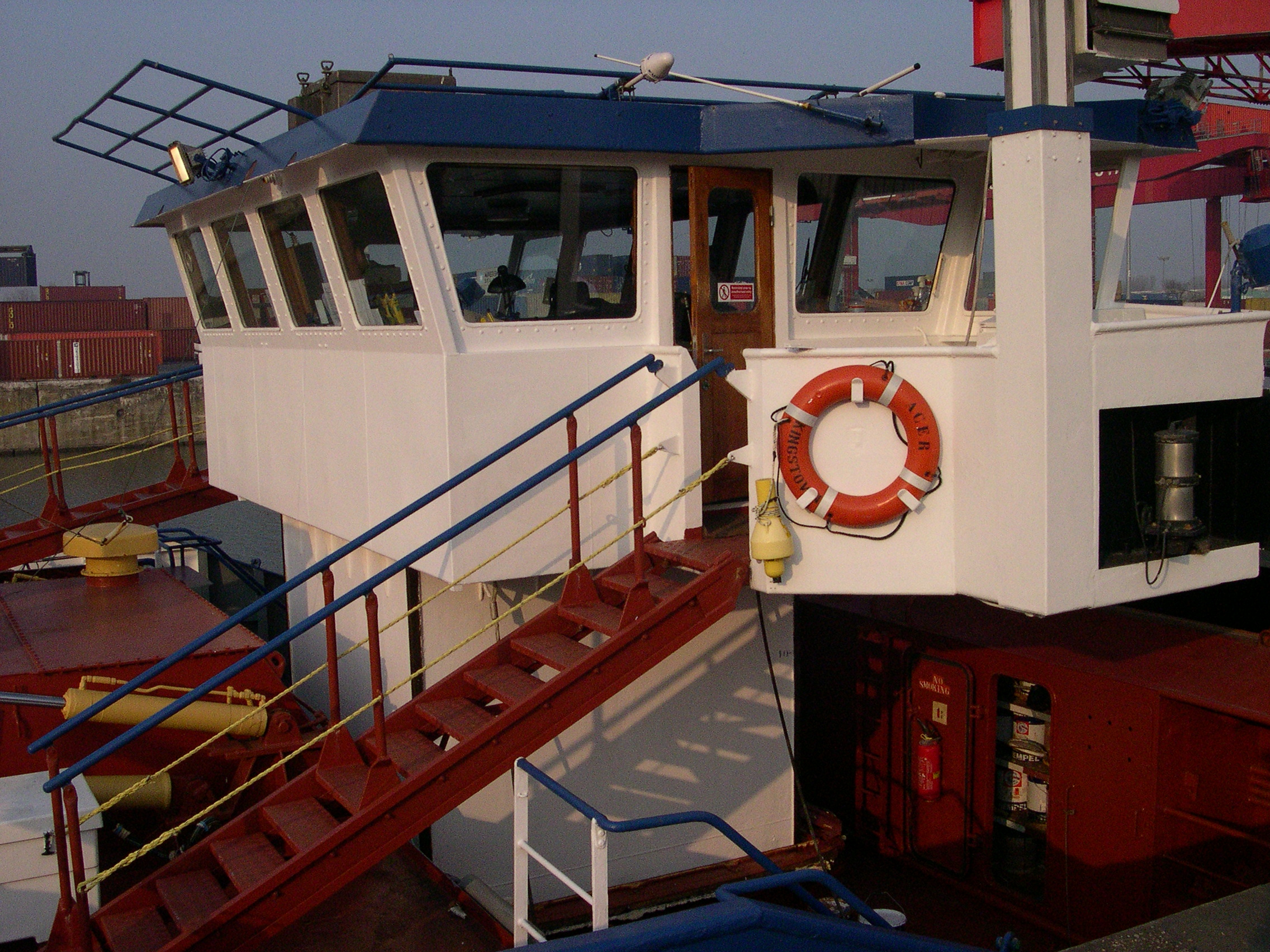
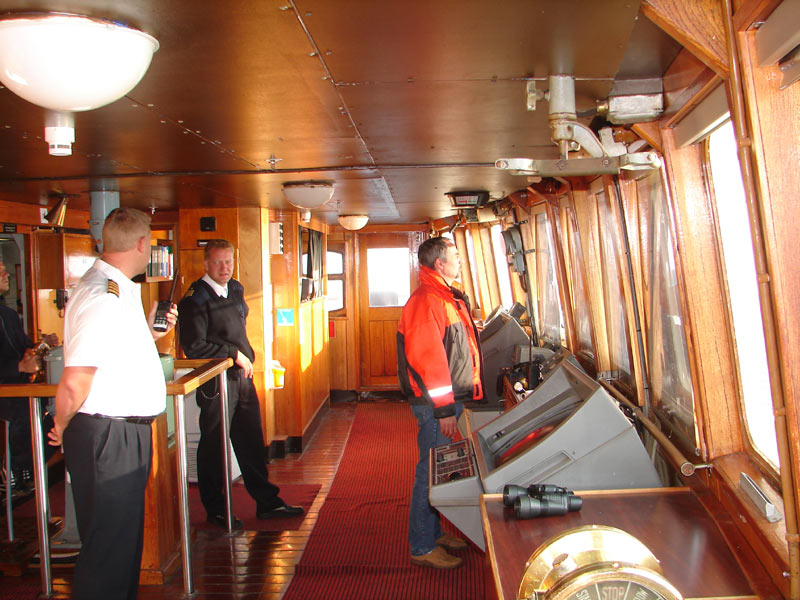
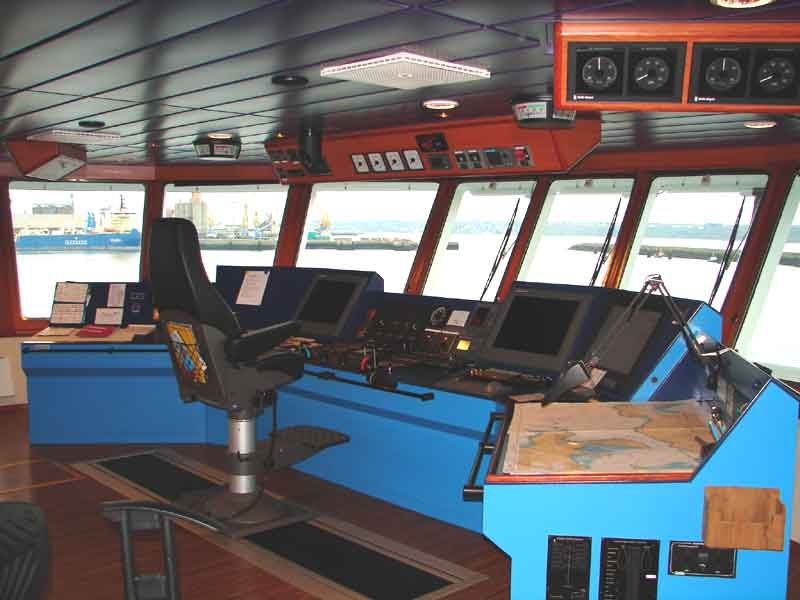
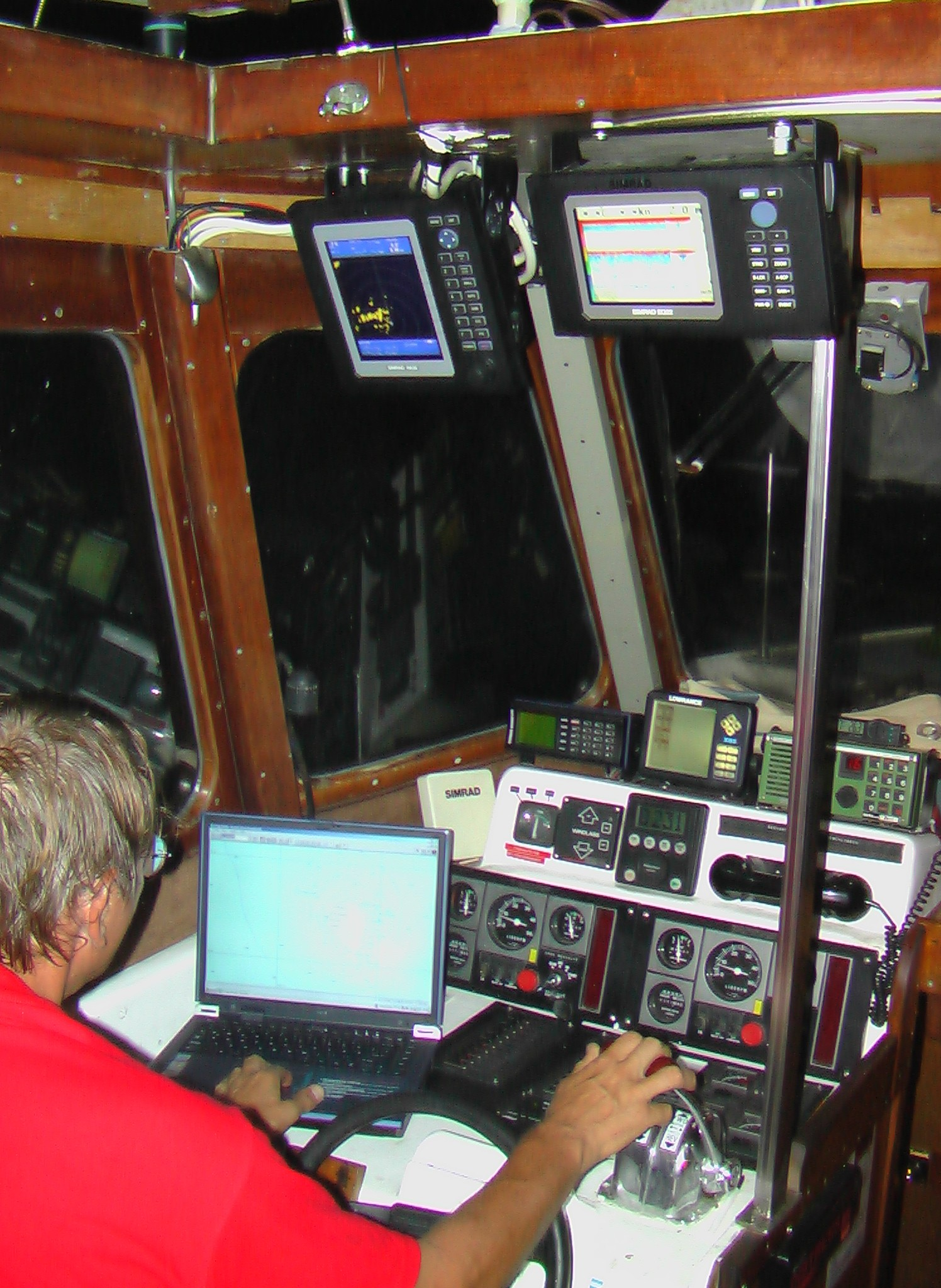
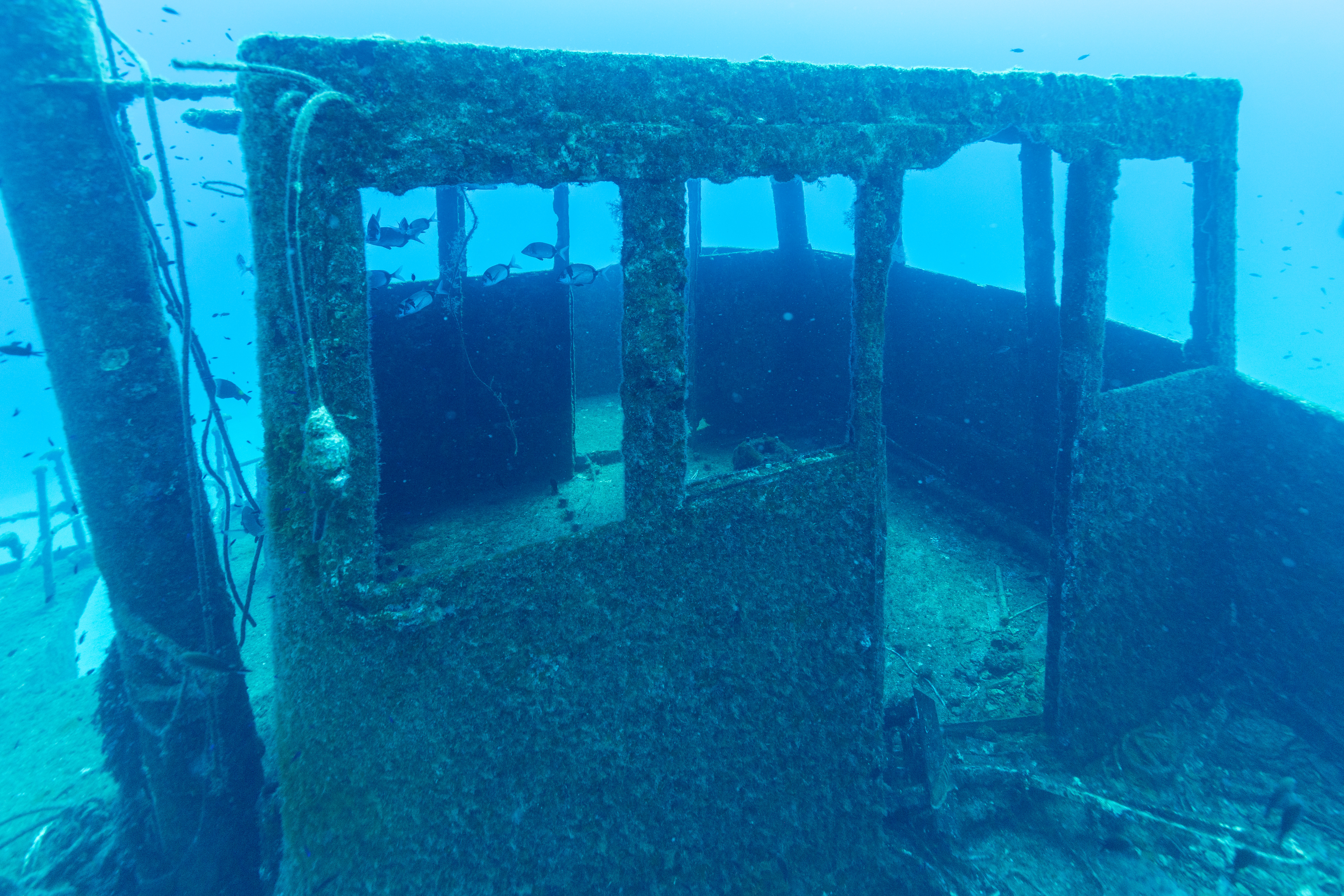

## Enlaces
- Wikimedia Commons alberga una categoría multimedia sobre Puente de mando.

- Datos: Q846929
- Multimedia: Bridges (nautical) / Q846929